# Alfonso Borghi
Alfonso Borghi (Correggio, 24 novembre 1949) è un cantautore italiano.

## Biografia
Nella città natale ha frequentato il liceo classico Rinaldo Corso prima di iscriversi alla facoltà di Medicina e Chirurgia presso l'Università di Modena, dove si è laureato.
Ha quindi esercitato la professione nel Servizio Sanitario Nazionale, in particolare nell'ambito della Medicina del lavoro, raggiungendo la pensione con il ruolo di Direttore del Servizio Prevenzione Sicurezza Ambienti di Lavoro per l'Azienda Usl di Reggio Emilia, distretto di Montecchio.
Oltre a quella in Medicina, ha poi conseguito altre due lauree, entrambe all'Università di Bologna: in Filosofia nel 1997 con una tesi su Karl Jaspers, e in Disciplina della Musica (DAMS) con una tesi sul musicologo Hugo Riemann.
Da molti anni vive a  Caprara di Campegine.

## Attività musicale
È autore di molte canzoni, delle quali circa ottanta depositate come compositore originale o come autore del testo, spesso entrambe le cose: una ventina di composizioni costituiscono i primi successi di Pierangelo Bertoli, da Eppure soffia – che dà il titolo a un “45 giri” e un LP di Bertoli – a Sera di Gallipoli, da Per dirti t'amo a Il centro del fiume (come il quarto album del cantautore di Sassuolo).
I due si conobbero nel luglio 1975 a Reggio Emilia, a una “due giorni” di musica e protesta per l'omicidio di Alceste Campanile, giovane reggiano membro di Lotta Continua assassinato un mese prima: a quel Concerto per Alceste parteciparono fra gli altri  Dalla,  De André,  De Gregori e  Guccini.
Le prime esibizioni di Alfonso Borghi in giro per l'Italia risalgono agli anni dell'università; negli anni Ottanta del XX secolo ha fondato e guidato, con il fratello Paolo tastierista e alcuni musicisti emiliani, la corale Il Torrione (dal nome di un edificio storico di Correggio), oltre ad aver suonato con un giovanissimo Andrea Griminelli, flautista concittadino poi assurto a fama mondiale.
Un altro correggese celebre, Luciano Ligabue, parlando di Borghi in un'intervista del 2008, così commentava Eppure soffia, che lo stesso "Liga" interpretò in occasione del Live Earth 2007: « E' una delle pochissime canzoni ecologiste che ci sono in Italia, e le poche esistenti spesso sono catastrofiche, mentre questa, che allegra non è, si chiude con una nota di speranza. »
Alfonso Borghi ha inciso due raccolte proprie: nel 1978 La fola dell'oca, con il pianista jazz Ivano Borgazzi, e nel 2011 900nero900rosso900amore in blu (scritto proprio così, tutto attaccato tranne le parole “in blu”), co-prodotto con Giorgio Terenziani, un cofanetto comprendente due cd, per complessivi 22 brani, e un libretto con i testi e dipinti del pittore  campeginese suo omonimo Alfonso Borghi.
Nel 1981 aveva inoltre registrato dal vivo negli studi RAI, durante la trasmissione Il pomeriggio, rotocalco quotidiano sulla  Rete 2, il brano Tri an ed muntagna.
Nel 2002 è stato fra i protagonisti del tributo a Pierangelo Bertoli organizzato nel teatro di Sassuolo e presentato dai figli del cantautore scomparso.
Non ha mai smesso di cantare e suonare (la chitarra): nel nuovo Millennio con il gruppo “Zingari o Re”, eseguendo, oltre a propri brani, anche autori quali  Conte, De André,  Fossati, Guccini e ovviamente Bertoli – anche il nome della formazione è legato al mondo dei cantautori italiani: è infatti una strofa di Massimo Bubola, nel brano Il cielo di Irlanda scritto per Fiorella Mannoia.
Ha svolto inoltre ricerche sulla musica popolare emiliana, trascrivendo antichi brani che rischiavano di andare perduti per sempre, come certe pive (balli suonati con l'omonimo strumento).
È anche scrittore: nel 1999 ha infatti pubblicato il libro Il prete, l'ateo, la passione, un romanzo in forma di dialogo, ambientato nella Bassa reggiana, « con finale a sorpresa. »

## Discografia

### Album
- 1978: La fola dell'oca (Ponzo Records, PZN 24000)
- 2011: 900nero900rosso900amore in blu